# خرابانان سفلي
خرابانان سفلي (بالفارسية: خرابانان سفلی) هي قرية تقع في Sarab Rural District في إيران. يقدر عدد سكانها بـ 70 نسمة بحسب إحصاء 2016.